# Alberto Rodríguez Galán
Alberto Rodríguez Galán (Buenos Aires, 25 de marzo de 1922-La Plata, 26 de abril de 2017) fue un abogado y docente argentino, que se desempeñó como ministro de Educación y Justicia de la Argentina durante la  presidencia de José María Guido entre el 11 de octubre de 1962 y el 15 de mayo de 1963.

## Biografía
Egresó como Abogado de la Universidad de Buenos Aires (UBA), donde es docente. Fue arrestado en 1945 por realizar una toma del edificio de la Facultad de Derecho.
Durante la Revolución Libertadora fue nombrado inspector general de Justicia, y posteriormente trabajó como asesor jurídico del Banco Provincia; de aquel banco sería director. Fue presidente del Instituto Nacional de Previsión Social. Fue designado ministro de Educación y Justicia por José María Guido a fines de 1962, pero quiso renunciar por desacuerdos con aquel, que propuso la intervención de la UBA. Finalmente renunció cuando se llevaron a cabo detenciones arbitrarias de opositores políticos, dejando su gobierno de 13 días al poder.
Fue designado procurador del Tesoro de la Nación entre 1971 y 1973, y fue conjuez de la Corte Suprema de Justicia de la Nación. Integró la Academia Nacional de Derecho.
Fue nombrado miembro de la Academia Nacional de Ciencias de Buenos Aires y se desempeñó como embajador de Argentina en Colombia entre 1982 y 1984.